# Hampus Wilhelm Arnell
Hampus Wilhelm Arnell (2. august 1848 – 18. december 1932) var en svensk botaniker, der især beskæftigede sig med mosser.
I forbindelse med et botanisk navn benyttes Arn. som standardforkortelse (autornavn). Det er f.eks. autornavnet for mos-familien Grimmiaceae.